# دیوید بیچیناشویلی
دیوید بیچیناشویلی (به گرجی: დავით ბიჩინაშვილი) (به آلمانی: Davyd Bichinashvili) (زادهٔ ۳ فوریهٔ ۱۹۷۵) کشتی‌گیر بازنشستهٔ گرجی‌تبار است که در دستهٔ میان‌وزن کشتی آزاد برای کشورهای اوکراین و آلمان رقابت می‌کرد. او در المپیک ۲۰۰۰ سیدنی برای اوکراین رقابت کرد و در المپیک‌های ۲۰۰۴ آتن و ۲۰۰۸ پکن نمایندهٔ آلمان بود. بیچیناشویلی دو مدال نقره (۱۹۹۸، ۲۰۰۱) و دو برنز (۱۹۹۷، ۲۰۰۸) را از مسابقات قهرمانی کشتی اروپا کسب کرده است.